# Otto Beständig (Komponist)
Otto Beständig (* 21. Februar 1835 in Striegau (Schlesien); † 26. Februar 1917 in Wandsbeck) war ein deutscher Dirigent und Komponist.

## Leben und Werk
Beständig stammte aus einer musikalischen Familie; sein Vater war Kirchenmusiker. Er erhielt seine frühe musikalische Ausbildung vom örtlichen Kantor Zimmer für Orgel und Klavier sowie vom Kapellmeister Geisler für Violine. Aufgrund finanzieller Einschränkungen wurde er zunächst auf eine Karriere als Lehrer und Organist vorbereitet und besuchte von 1852 bis 1855 das Königliche Schullehrer-Seminar in Münsterberg, wo er seine Lehrerprüfungen ablegte. Anschließend setzte er seine musikalischen Studien in Breslau bei Karl Gottlieb Freudenberg und Johann Theodor Mosewius fort.
Otto Beständig lebte ab 1858 in Hamburg, wo er als Gesanglehrer und Kantor an der Nikolaikirche tätig war und während der Frühgottesdienste die Orgel spielte. 1862 gründete er ein Musikinstitut in Hamburg und etablierte auch die „Singakademie“. 1872 wurde er zum Musikdirektor der „Singakademie“ ernannt und entwickelte 1875 gemeinsam mit Kapellmeister Julius Laube den „Hamburger Konzertverein“. 1880 wurde Beständig zum Königlichen Musikdirektor ernannt. Zudem war er als Musikkritiker für den Hamburgischen Correspondenten tätig. Zudem leitete er die Wandsbecker Musikgesellschaft.
Otto Beständigs Oratorium Der Tod Baldurs wurde mehrfach aufgeführt. Im Druck erschienen ein Quartett für Violine, Violoncello, Klavier und Harmonium sowie Lieder und Klavierstücke. Zudem schrieb er Die unentbehrlichen Hilfswissenschaften beim Klavierunterricht (1872, 3 Teile).
Otto Beständig verstarb 1917 in Wandsbeck bei Hamburg.